# Home Movie
Home Movie és una pel·lícula de metratge apropiat de terror psicològic del 2008 i és el debut com a director de l'actor Christopher Denham.
La pel·lícula va rebre crítiques favorables al FanTasia de Montreal de 2008. Després de la projecció final, es van fer ofertes per a la pel·lícula i IFC Entertainment va adquirir els drets dels EUA per a IFC's en vídeo a la carta i els drets de DVD a nivell nacional. La pel·lícula és protagonitzada per Adrian Pasdar, Cady McClain, Amber Joy Williams i Austin Williams.

## Argument
Home Movie documenta el descens d'una família a la foscor a través d'una recopilació de vídeos fets a casa de la família Poe. Als boscos remots del nord de l'estat de Nova York, David (Adrian Pasdar) i Clare (Cady McClain) Poe intenten viure una vida idíl·lica. No obstant això, els nens Poe amaguen un secret fosc i alguna cosa no va bé amb els bessons de deu anys, Jack (Austin Williams) i Emily (Amber Joy Williams) Poe. Per aturar-los, els seus pares han d'entrar en el malson de la ment dels seus fills. Mentre intenten recuperar el control de la vida dels nens, la pregunta urgent és qui sobreviurà finalment a la batalla.

## Banda sonora
La banda sonora original de la pel·lícula va ser composta per Ryan Shore.

## Recepció
El doctor Nathan de Quiet Earth va dir: "Aquesta pel·lícula veritablement pertorbadora, escrita i dirigida per Christopher Denham, és fins ara l'única estrena de TAD que ha experimentat el Dr. Nathan i que realment em va donar aquesta sensació profundament visceral de por i presentiment." A Dread Central: "Hi ha alguna cosa sobre els vídeos casolans que treu la llum el pitjor de la gent. Feia anys que no hi pensava, però després de veure la inquietant pel·lícula domèstica de Christopher Denham, vaig recordar les meves pròpies incursions en les càmeres de vídeo familiars"... "està millor escrita, més realista i més inquietant que l'avantpassat de la moderna pel·lícula de terror de metratge trobat, The Blair Witch Project De fet, Home Movie podria ser la "pel·lícula trobada" més tensa, millor interpretada, més estreta i inquietant que s'hagi fet mai".

## Estrena
Després de les projeccions a diversos festivals, IFC Films va adquirir els drets de distribució de DVD per als Estats Units i Anchor Bay Entertainment per a Canadà. Va guanyar el Premi Ciutadà Kane al director revelació al XLI Festival Internacional de Cinema Fantàstic de Catalunya.